# Jaroszów (przystanek kolejowy)
Jaroszów – zamknięty w 2004 roku przystanek osobowy i ładownia publiczna, a dawniej stacja kolejowa w Jaroszowie, w gminie Strzegom, w powiecie świdnickim, w województwie dolnośląskim, w Polsce. Został otwarty w dniu 1 września 1895 roku.